# لين روبرتس (مغنية)
لين روبرتس (بالإنجليزية: Lynn Roberts)‏ هي مغنية أمريكية، ولدت في 9 يناير 1935، وتوفيت في 21 يناير 2017.